# Parco di Racconigi e Boschi lungo il Torrente Maira
Parco di Racconigi e Boschi lungo il Torrente Maira este o arie protejată (arie specială de conservare — SAC, sit de importanță comunitară — SCI) din Italia întinsă pe o suprafață de 326 ha, integral pe uscat.

## Localizare
Centrul sitului Parco di Racconigi e Boschi lungo il Torrente Maira este situat la coordonatele 44°46′48″N 7°39′47″E / 44.78°N 7.663°E.

## Înființare
Situl Parco di Racconigi e Boschi lungo il Torrente Maira a fost declarat sit de importanță comunitară în septembrie 1995 pentru a proteja 36 de specii de animale. Situl a fost protejat și ca arie specială de conservare în februarie 2017.

## Biodiversitate
Situată în ecoregiunea continentală, aria protejată conține 3 habitate naturale: Păduri mixte riverane de Quercus robur, Ulmus laevis și Ulmus minor, Fraxinus excelsior sau Fraxinus angustifolia, de-a lungul marilor râuri (Ulmenion minoris), Păduri de stejar sau de stejar și carpen sub-atlantice și medio-europene de Carpinion betuli, Păduri aluvionare cu Alnus glutinosa și Fraxinus excelsior (Alno-Padion, Alnion incanae, Salicion albae).
La baza desemnării sitului se află mai multe specii protejate:
- păsări (22): fluierar de munte (Actitis hypoleucos), pescăruș albastru (Alcedo atthis), rață mare (Anas platyrhynchos), stârc cenușiu (Ardea cinerea), rață roșie (Aythya nyroca), buhai de baltă (Botaurus stellaris), Bubulcus ibis, fugaci roșcat (Calidris ferruginea), caprimulg (Caprimulgus europaeus), barză albă (Ciconia ciconia), porumbel de scorbură (Columba oenas), porumbel gulerat (Columba palumbus), egretă mică (Egretta garzetta), șoim călător (Falco peregrinus), ciocârlie de pădure (Lullula arborea), gaia neagră (Milvus migrans), stârc de noapte (Nycticorax nycticorax), vultur pescar (Pandion haliaetus), viespar (Pernis apivorus), cormoran mare (Phalacrocorax carbo), ploier auriu (Pluvialis apricaria), nagâț (Vanellus vanellus)
- amfibieni (1): Rana latastei
- mamifere (3): liliac cu urechi de șoarece (Myotis blythii), liliac cărămiziu (Myotis emarginatus), liliac comun (Myotis myotis)
- nevertebrate (3): Anisus vorticulus, croitorul mare al stejarului (Cerambyx cerdo), rădașcă (Lucanus cervus)
- pești (7): Barbus caninus, Barbus plebejus, Cobitis bilineata, zglăvoacă (Cottus gobio), Protochondrostoma genei, Salmo marmoratus, Telestes muticellus

Pe lângă speciile protejate, pe teritoriul sitului au mai fost identificate 1 specie de păsări, 5 specii de amfibieni, 7 specii de mamifere, 1 specie de nevertebrate, 3 specii de reptile.